# Igreja de Täby
A Igreja de Täby (em sueco:  Täby kyrka) é uma igreja medieval, a 7 quilômetros a norte da localidade de Täby, na comuna de Täby na Suécia. É conhecida pelas suas pinturas murais nas paredes e no teto, executadas pelo pintor medieval Alberto, o Pintor.

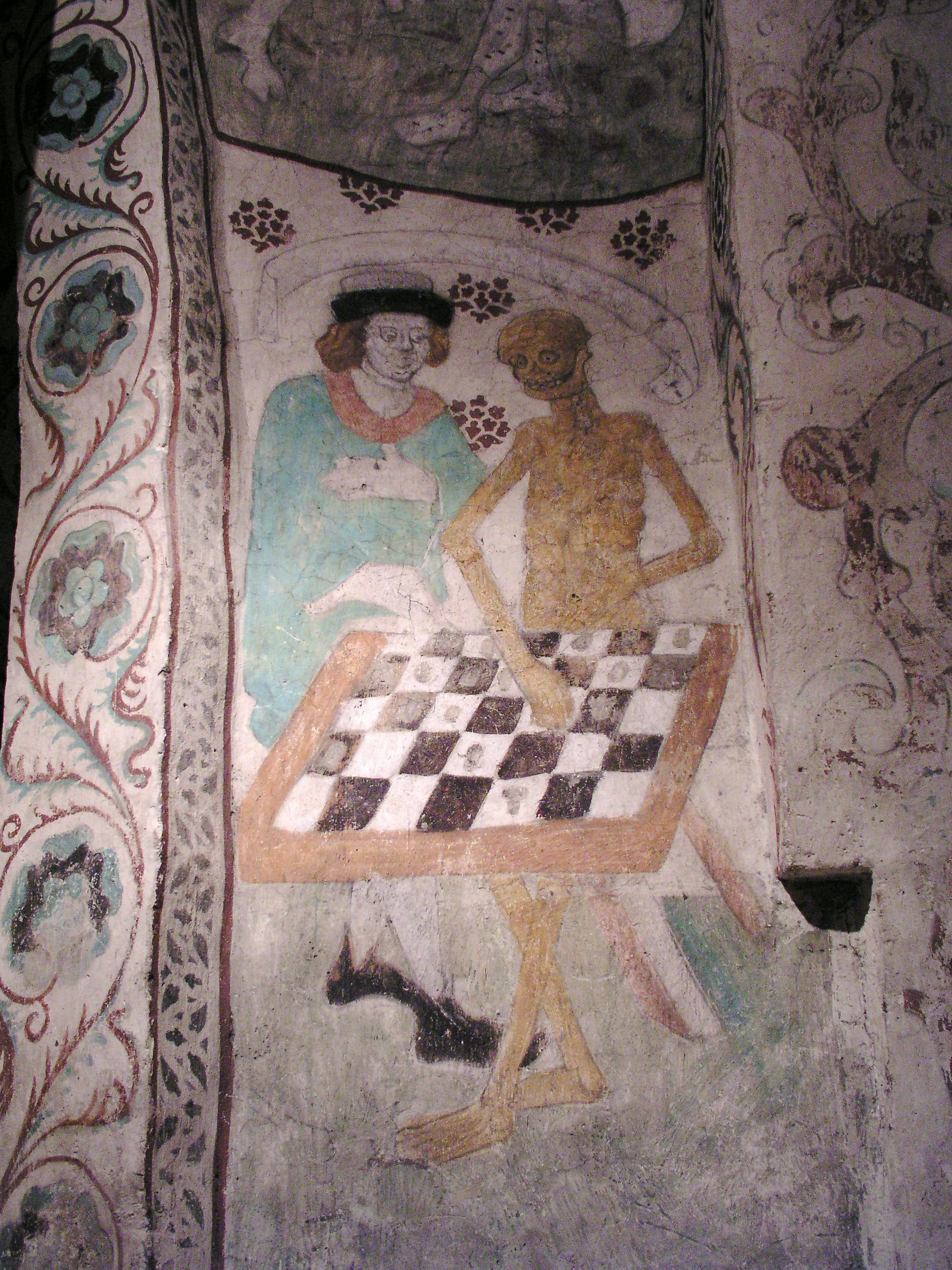
A Morte joga xadrez
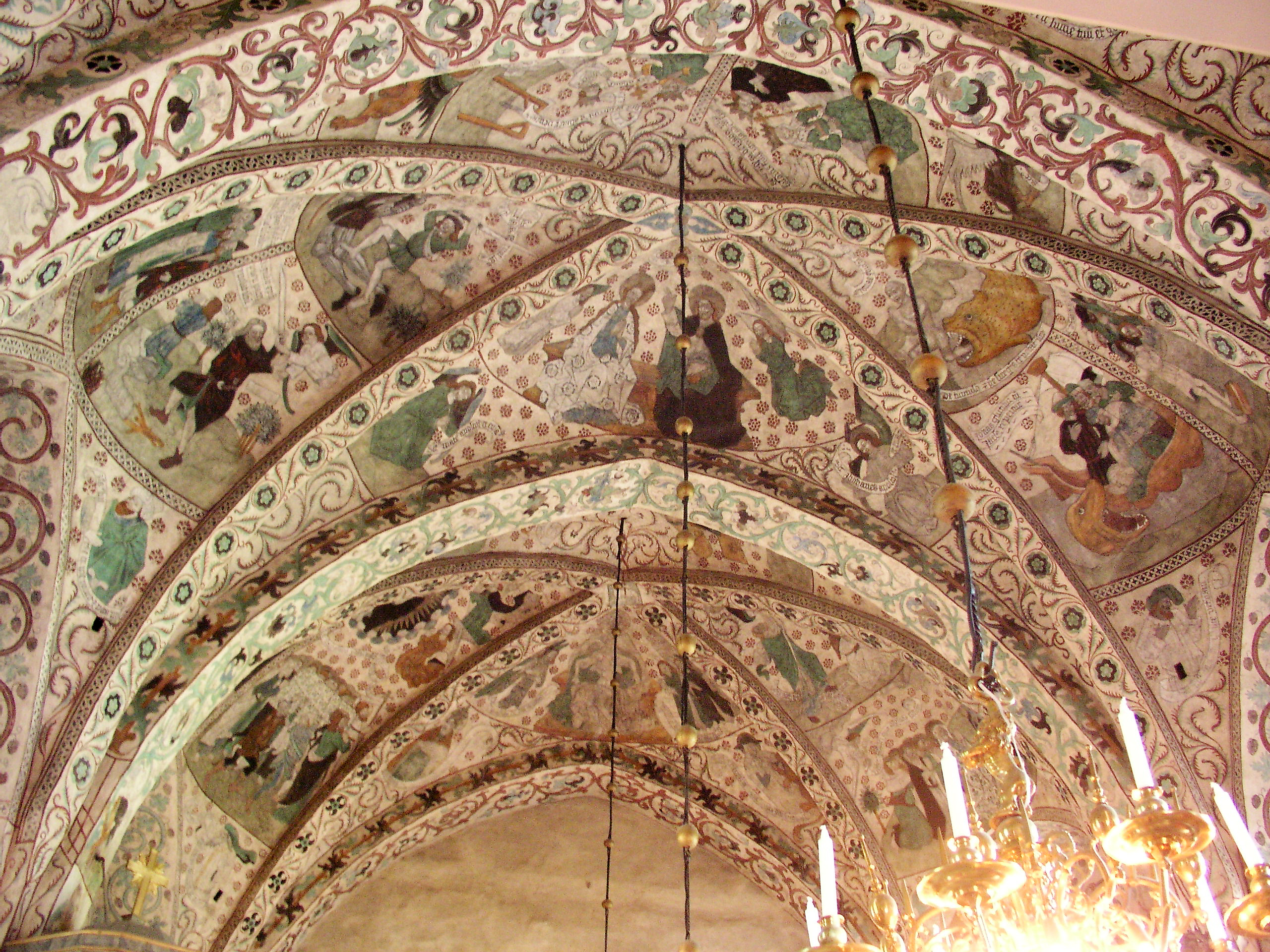
Interior decorado
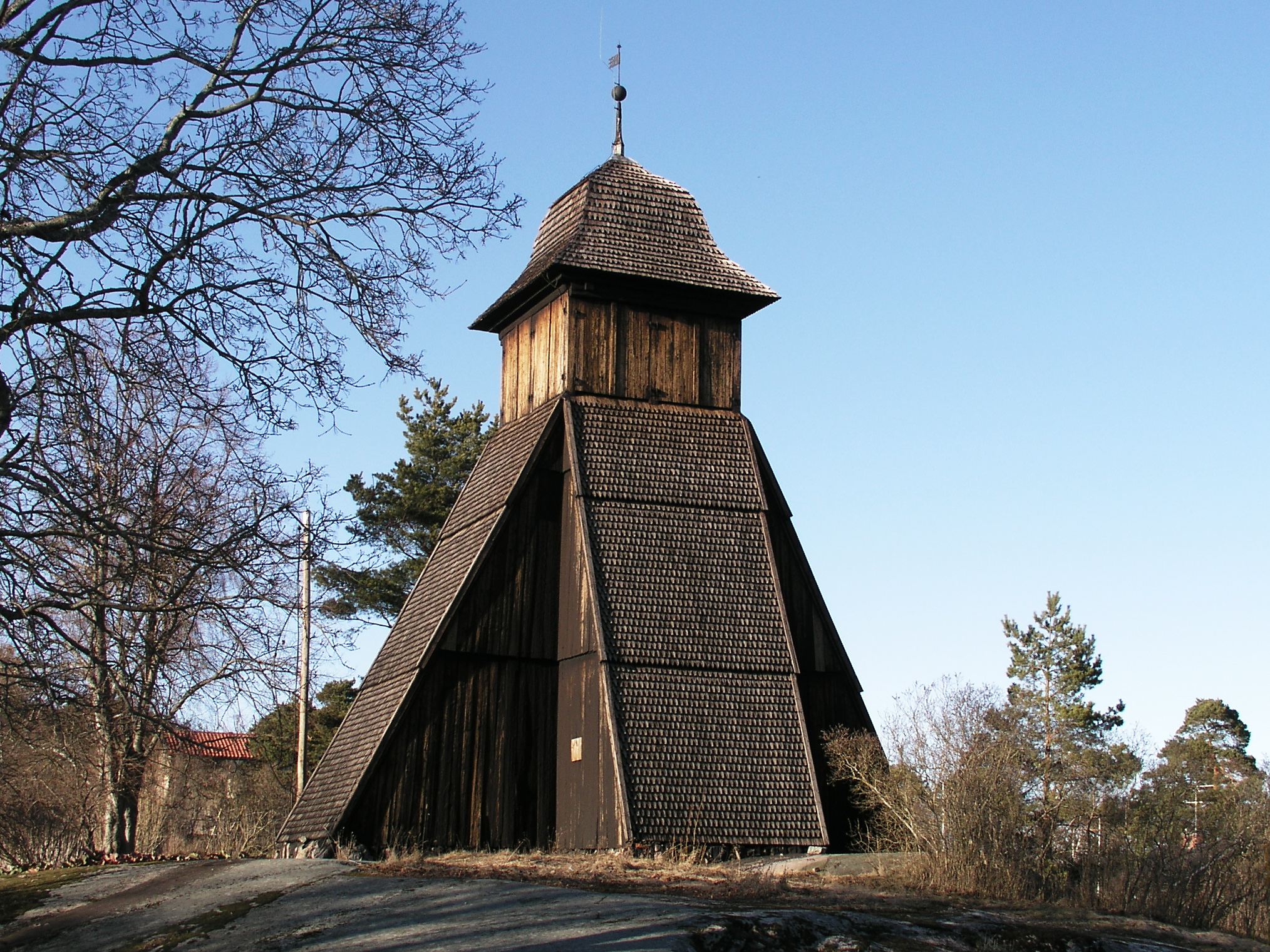
O campanário
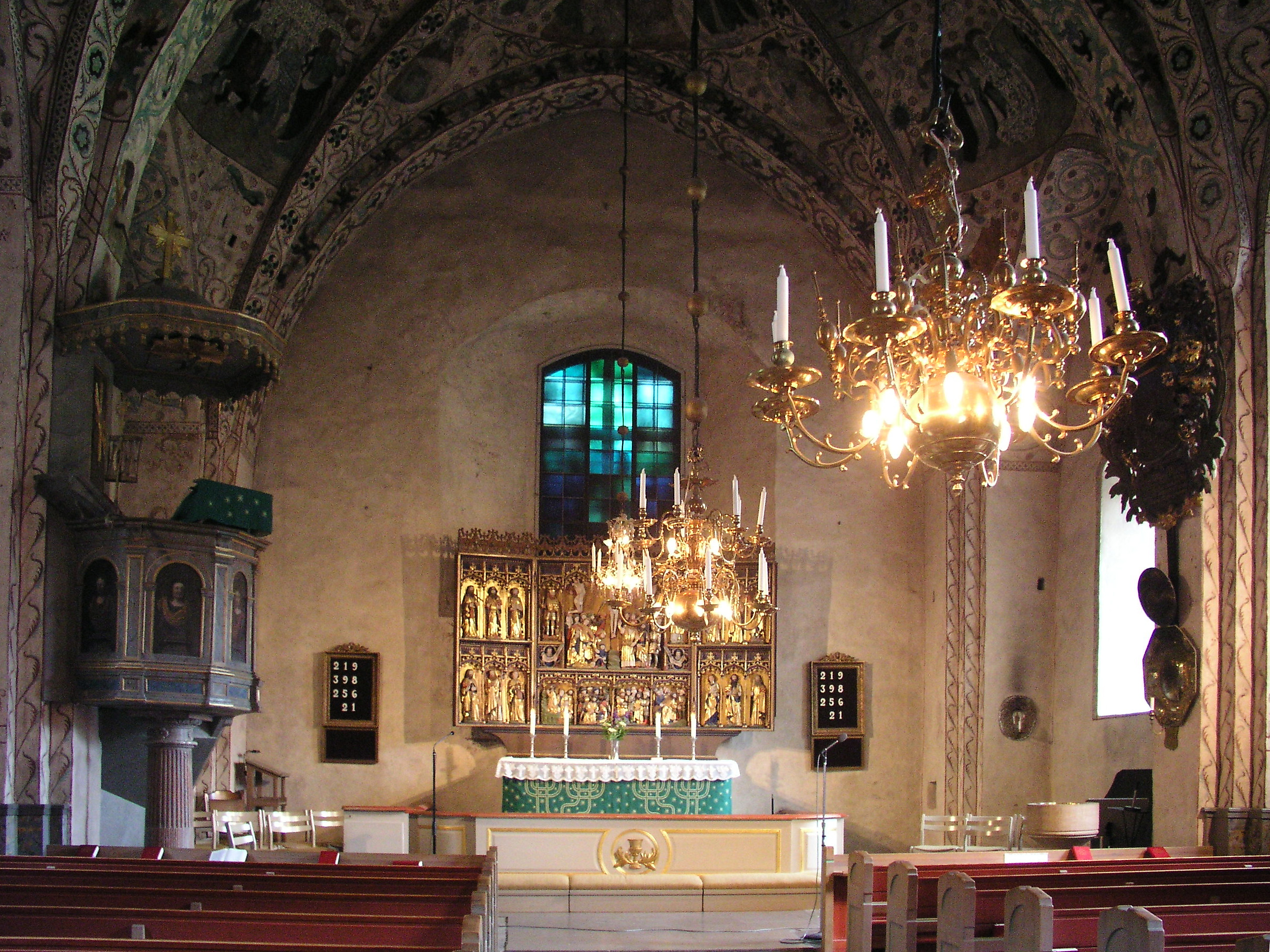
O altar